# Oscar José Vélez Isaza
Oscar José Vélez Isaza CMF (* 4. November 1954 in Pensilvania) ist Bischof von Valledupar.

## Leben
Oscar José Vélez Isaza trat der Ordensgemeinschaft der Claretiner bei und empfing am 12. Dezember 1975 die Priesterweihe. Papst Johannes Paul II. ernannte ihn am 10. Juni 2003 zum Bischof von Valledupar.
Der Erzbischof von Medellín, Alberto Giraldo Jaramillo PSS, weihte ihn am 19. Juli desselben Jahres zum Bischof; Mitkonsekratoren waren Beniamino Stella, Apostolischer Nuntius in Kolumbien, und Jorge Iván Castaño Rubio CMF, Weihbischof in Medellín.  